# Sambaskolornas parad i Rio de Janeiro
Vid sambaskolornas parad i Rio de Janeiro tävlar de bästa sambaskolorna mot varandra i samband med den årliga karnevalen.
Karnevalen i Rio de Janeiro lär vara världens största karnevalsfirande. Gatukarnevalerna i staden har en lång historia och det finns hundratals karnevalsgrupper som varje år anordnar festligheter och parader innan och under karnevalen. Sambaskolornas parad i sambadromen är dock karnevalens viktigaste skyltfönster mot världen. Tusentals cariocas (invånare i Rio) är under hela året engagerade i sin lokala sambaskola. Både med arbetet inför paraden och de sociala insatser som skolan gör i sitt närområde. 
Paraderna är även en stenhård, traditionstyngd och prestigefylld tävling mellan sambaskolorna som är arrangerade i olika ligor. 

## Historia
Olika typer av gatufester har varit en viktig del av karnevalsfirandet i Rio de Janeiro sedan 1800-talet. Under 1920-talet var mer eller mindre arrangerade gatuparader vanliga månaden före och under karnevalen. Dagens karnevalståg utvecklades ur dessa gatuparader under 1930-talet. 
Ranchos carnevalescos, en sorts organiserade karnevalsgrupper med deltagare främst från medelklassen, arrangerade sina parader på Rio Branco-avenyn. Dagens parader har från dem hämtat bland annat samba-enredo, karaktärer som porta-bandeira och mestre-sala samt användandet av sträng- och blåsinstrument.
En annan sorts karnevalsgrupper, bloco de sujo, 'de smutsigas gäng' arrangerade också parader. Grupperna bestod mest av arbetare som kom direkt från arbetet utan att gå hem och tvätta sig, därav 'de smutsiga'. Dessa parader var mer improviserade. Man klädde ut sig i lakan och dödskallemasker. Främst i tåget gick några i masker föreställande gamla människor, föregångare till dagens comissão de frente 'förtrupp'. 
Tävlingsparaden skapades 1932 av Mário Filho på tidningen Mundo Sportivo. Tidningen, som oftast rapporterade om fotboll, behövde något att skriva om i början av året då fotbollen gjorde uppehåll. Den allra första tävlingsparaden arrangerades 7 februari 1932 i området Praça Onze i centrala Rio de Janeiro.
Tävlingen gjordes officiell och fick finansiering av staden 1935 i ett projekt för att dra turister till Rio de Janeiro, då Brasiliens huvudstad.

## Sambaskolan – inte bara en dansklubb
En sambaskola är egentligen inte en skola i traditionell mening. Det är en förening eller klubb vars syfte är att spela, dansa, visa upp och tävla med en särskild typ av samba, samba-enredo, ′samba med handling′. Medlemmarna i samlas och tränar i en samlingslokal, quadra de samba, ′sambaplan′. 
Att förbereda för nästa karnevalståg är ett omfattande arbete som startar nästan ett år i förväg. Först bestäms temat. I en tävling mellan ett antal bidrag enas man sedan kring musiken, samba-enredon. Sedan följer det kreativa arbetet med produktion av till dräkter och vagnar. En karnevalsproducent, carnavalesco, leder det kreativa arbetet. Under året ordnar sambaskolan fester, repetitionsföreställningar, shower, hyllningstillställningar och andra arrangemang. Vissa av dem för att samla pengar till karnevalen.
Många sambaskolor har en stark anknytning till sitt lokalsamhälle. De driver sociala projekt som hälsovård, dagis, skolor, yrkesutbildningar och biståndsinsatser riktade till boende i stadsdelen. Historiskt finns en koppling mellan en del sambaskolor och det illegala lotteriet jogo do bicho. Spelets arrangörer, bicheiros, har skaffat sig inflytande i sin stadsdel genom att bidra ekonomiskt till den lokala skolans verksamhet. 

## Tema, handling och samba-enredo
Grunden för varje sambaskolas parad är ett tema. Temat kan vara vad som helst men ofta är det en historisk händelse eller en hyllad person. Samba-enredon berättar handlingen och sammantaget bidrar alla delarna i paraden till att beskriva temat.  
| Sambaskola, år   | Tema                                              | Samba-enredo                           | Handling i sammandrag | Officiell video                            |
| ---------------- | ------------------------------------------------- | -------------------------------------- | --- | ------------------------------------------ |
| Mangueira, 2016  | Maria Bethânia, brasiliansk sångerska             | Maria Bethânia – flickan med Oyás ögon | En hyllning till Maria Bethânia och hennes karriär, kulturella gärning och starka koppling till candomblé. | A menina dos olhos de Oyá - Mangueira 2016 |
| Portela, 2020    | Tupinambá, ursprungsbefolkningen i Rio de Janeiro | Guajupiá – platsen utan ondska         | Historien om de indianer som bodde i Rio de Janeiro långt innan de portugisiska kolonisatörerna kom. Handlingen berättar om seder, kultur, traditioner, religion, politik och socialt liv hos tupinambás som gjorde Guanabarabukten till sitt paradis. | Guajupiá, Terra Sem Males - Portela 2020   |
| Beija-flor, 2020 | Vägar, gator och stigar                           | Om det här var min väg                 | Om de magiska stigar som trampas runtom i världen. Historierna om lederna, rutterna, spåren och vägarna som mänskligheten valt fram till den viktigaste gatan i karnevalen i Rio, Marquês de Sapucaí, estraden för samba, drömmar och förtrollning.    | Se Essa Rua Fosse Minha - Beija-flor 2020  |

## Sambadromen – en specialbyggd paradarena
Sambadromen är den specialbyggda arena där de två högsta divisionernas sambaskolor paraderar. Namnet på portugisiska är Sambódromo da Marquês de Sapucaí. Arenan ligger i stadsdelen Cidade Nova i Zona Central. 
Oscar Niemeyer ritade arenan 1984 och den färdigställdes på bara 110 dagar. Det ursprungliga namnet vid invigningen, Avenida dos Desfiles, ändrades senare till Passarela do Samba och är nu officiellt Passarela Professor Darcy Ribeiro.
Sambadromen är en 700 meter lång del av gatan Rua Marquês de Sapucaí som till vardags korsas av trafik på två andra gator. Dessa stängs och vägbanan målas grå inför karnevalen. Läktarna utmed sidorna har en total kapacitet av 72500 åskådare. I söder mynnar paradvägen i den öppna platsen Praça da Apoteose med sin karakteristiska dubbelbåge.
Arenan används även för olika evenemang och konserter.
Under paraderna finns publikplatser i olika prisklasser. 
Några prisexempel för högsta divisionens skolor (2022): 
- Ståplats, R$ 300
- Numrerad sittplats, R$ 400
- Box i markplan, R$ 1400
- Täckt box, R$ 2600
- Balkong, R$ 2000
- VIP-balkong, R$ 4900

Förutom paraderna under själva karnevalen hålls publikrepetitioner från januari. 
Lägre divisioners parader hålls på Estrada Intendente Magalhães i stadsdelen Campinho.

## Kung Momo och karnevalens hov
Varje år väljs ett kungligt hov som enligt traditionen ’regerar’ Rio de Janeiro under karnevalens oreda. Hovet är ’Kung Momo I och Enda’ (Rei Momo I e Único), karnevalens drottning och två prinsessor.
Karnevalen inleds varje år med att borgmästaren i Rio de Janeiro symboliskt lämnar över stadens nyckel till Kung Momo. Då öppnas festandets kungadöme där kungen regerar oinskränkt till askonsdagen då karnevalen är slut.
Kung Momo är en karaktär med ursprung i den grekiska mytologin som under historien dyker upp i olika former, bland annat i karnevalerna i Barranquilla, Colombia och Montevideo. 1910 kom karaktären för första gången till Rio de Janeiro och 1934 skapades dagens Kung Momo som sedan dess leder karnevalen i Rio. Han är glad, godmodig, vältalig och har traditionellt fyllig kroppsbyggnad. Sedan 1968 finns en delstatlig lag som reglerar valet av kungen. Samtidigt väljs drottningen och de två prinsessorna.  

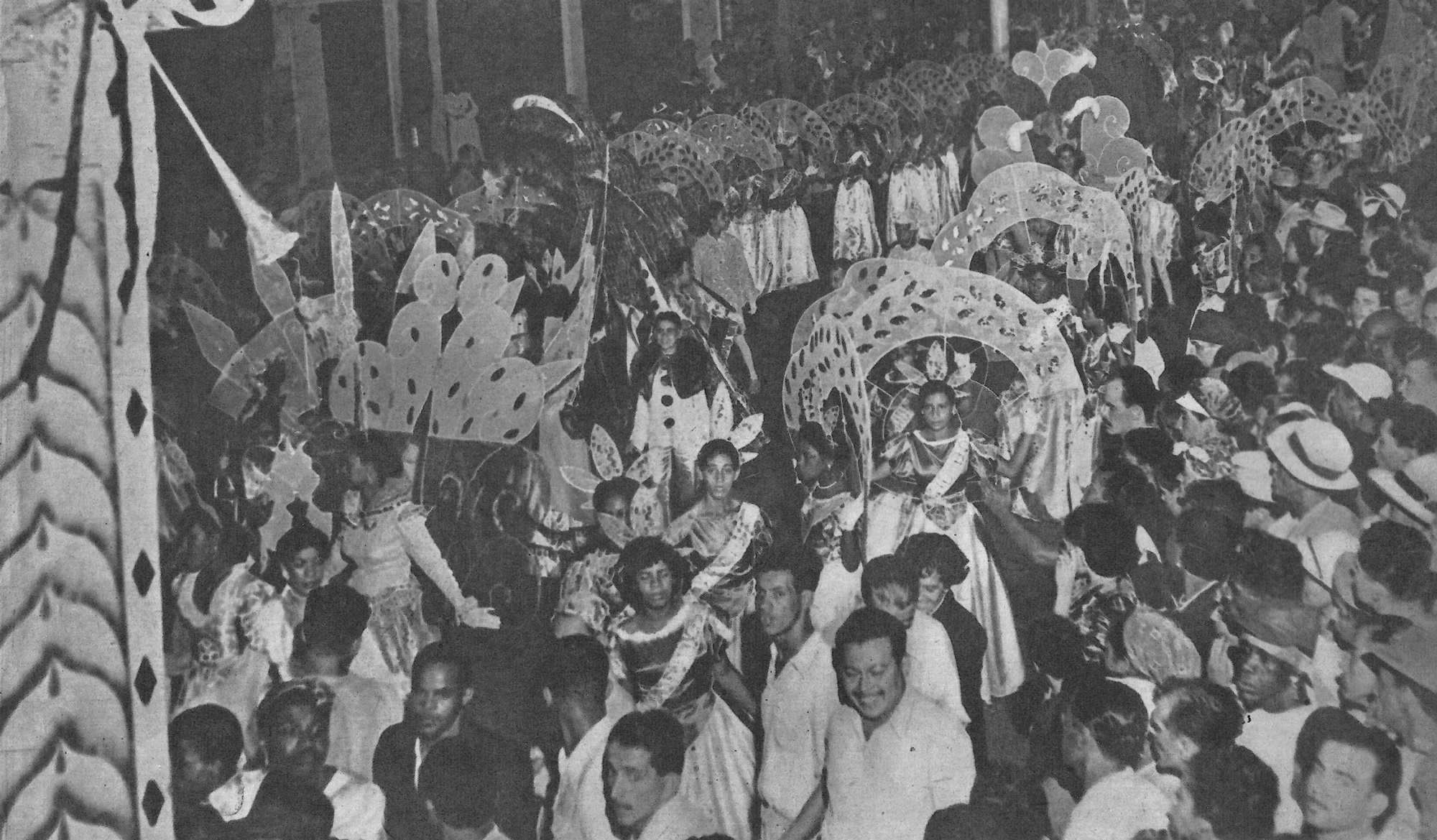
Rancho Carnevalesco Decididos de Quintino. 1953
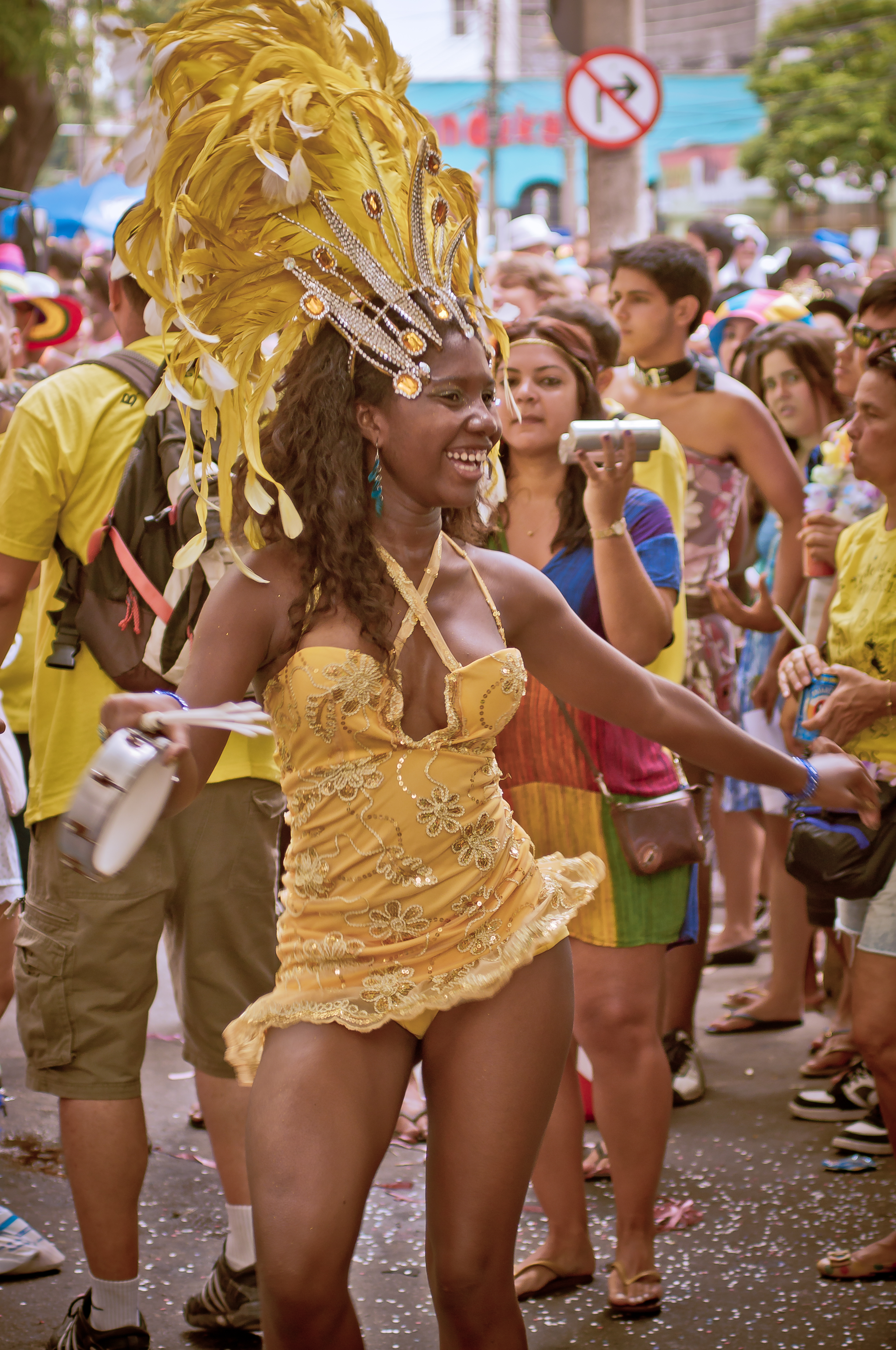
Karnevalsgruppen É tudo ou nada. 2012
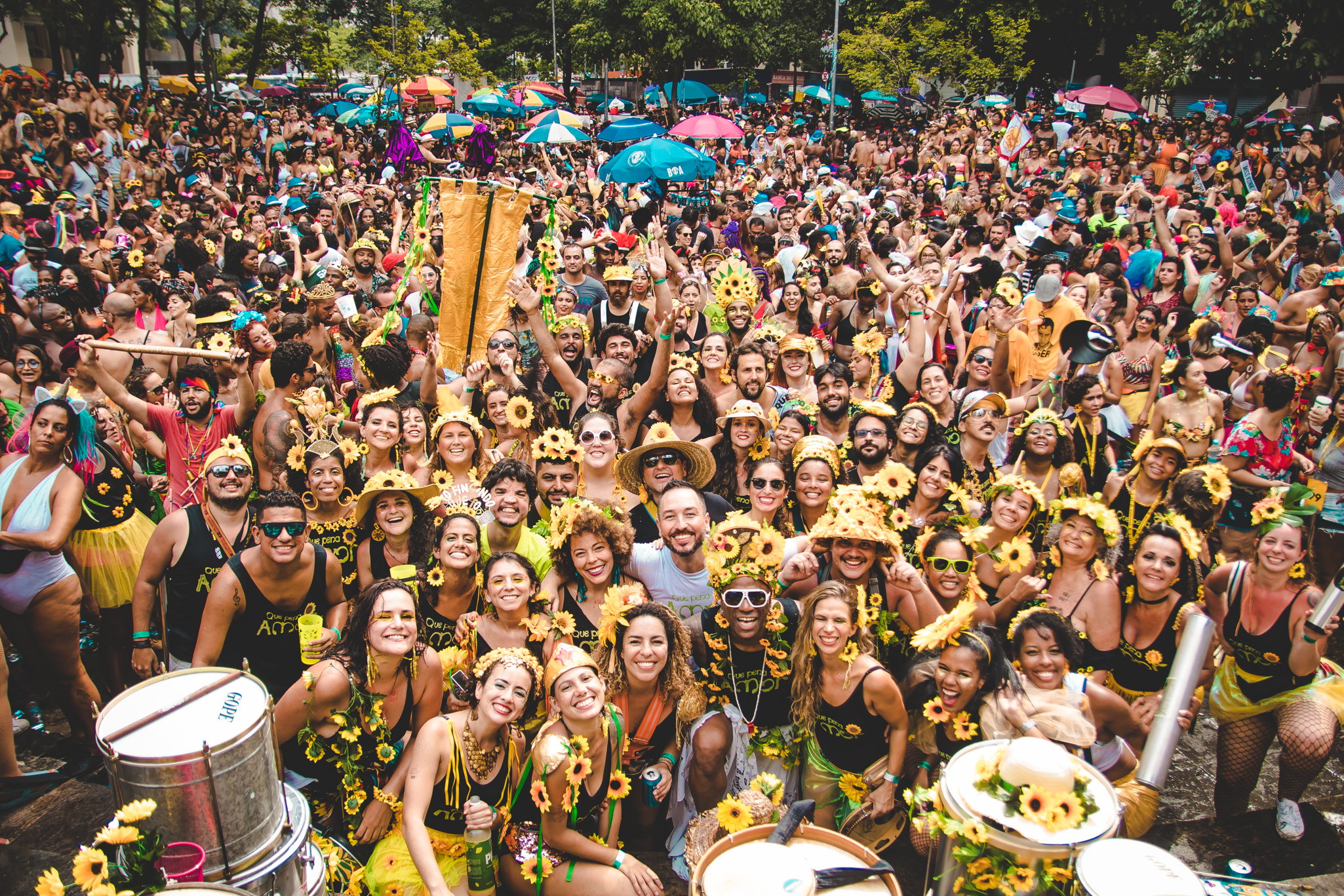
Karnevalsgruppen Que pena, amor. 2019
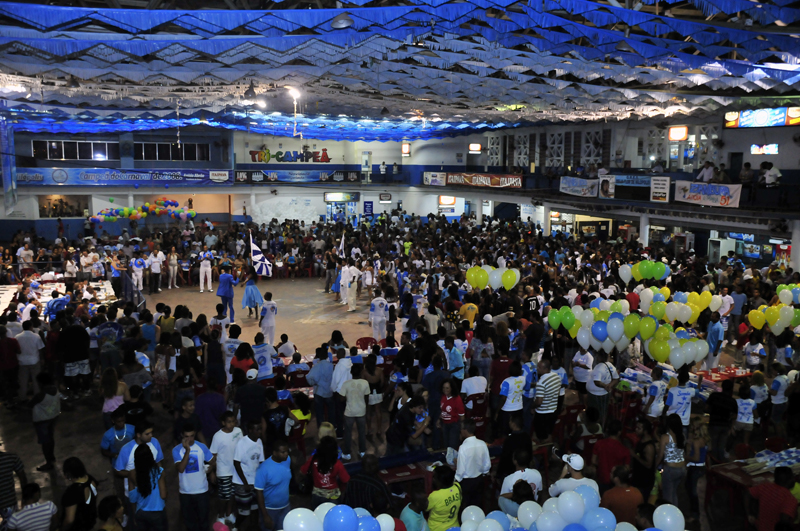
Sambaskolan Beija-flors repetitionslokal, quadra de samba
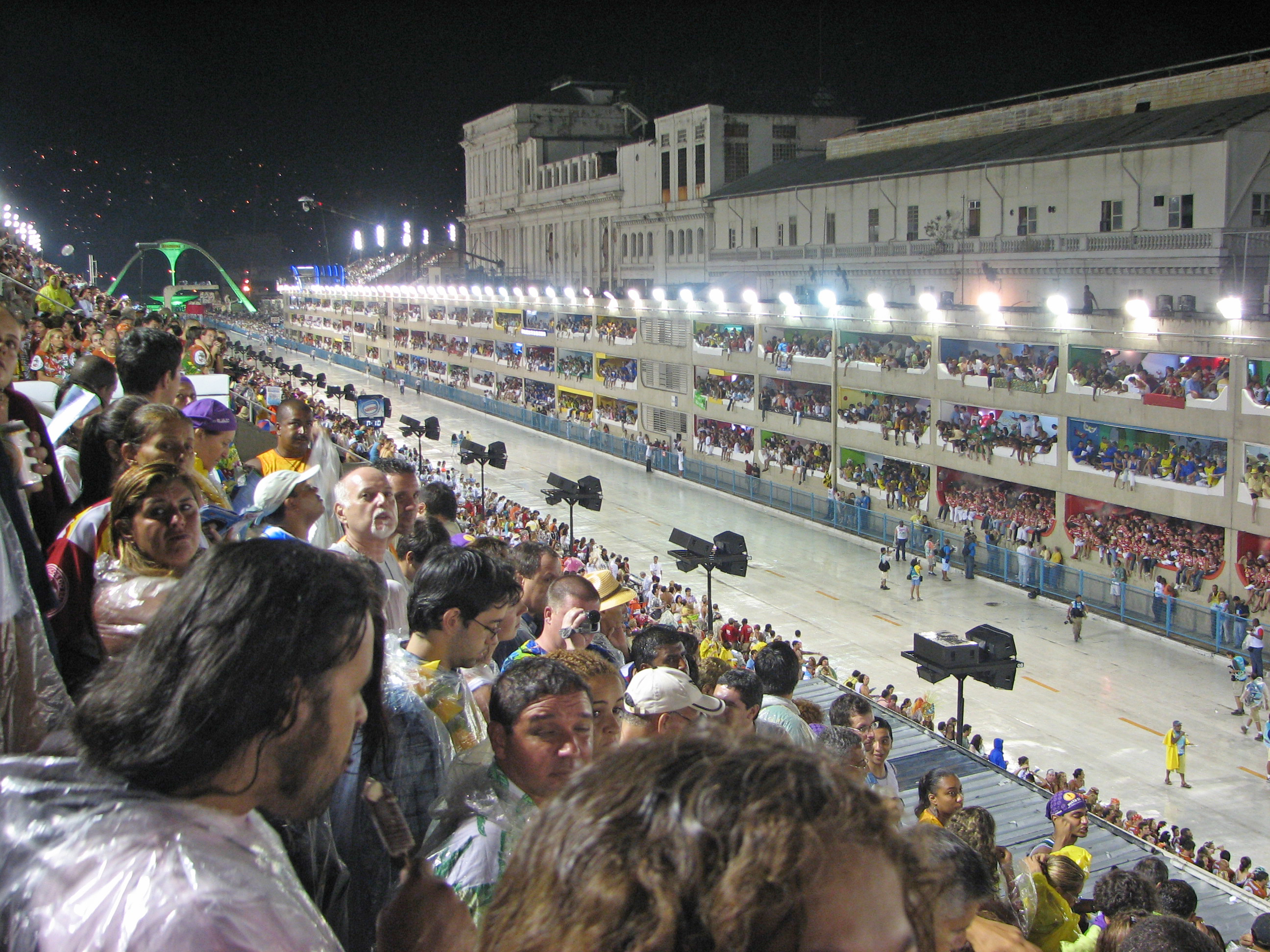
Sambódromo da Marquês de Sapucaí
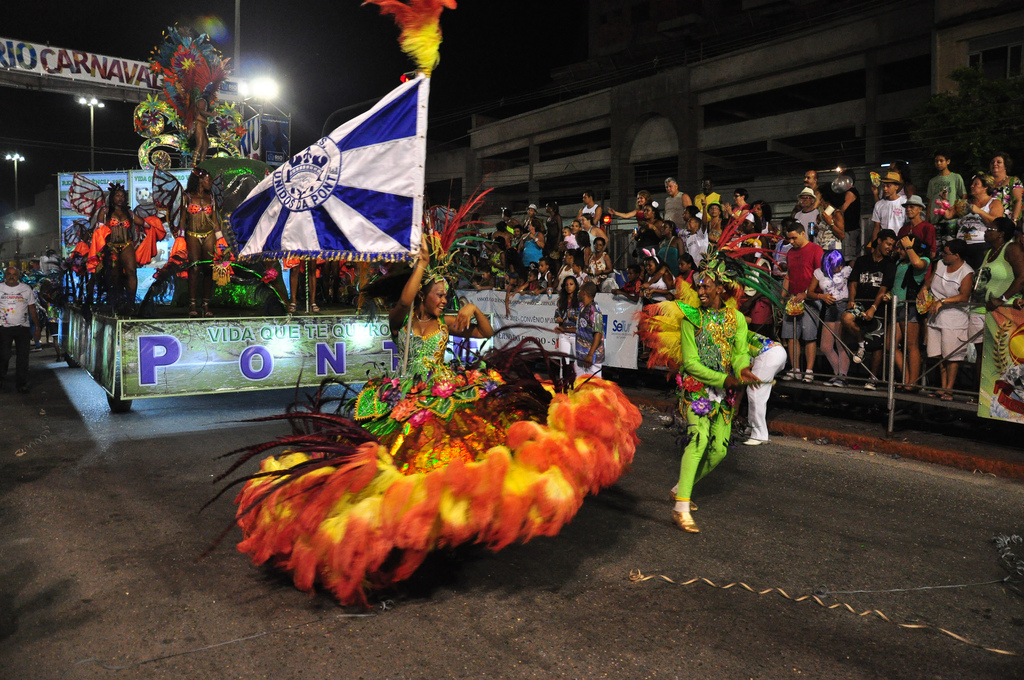
Unidos da Ponte paraderar på Estrada Intendente Magalhães 2014.
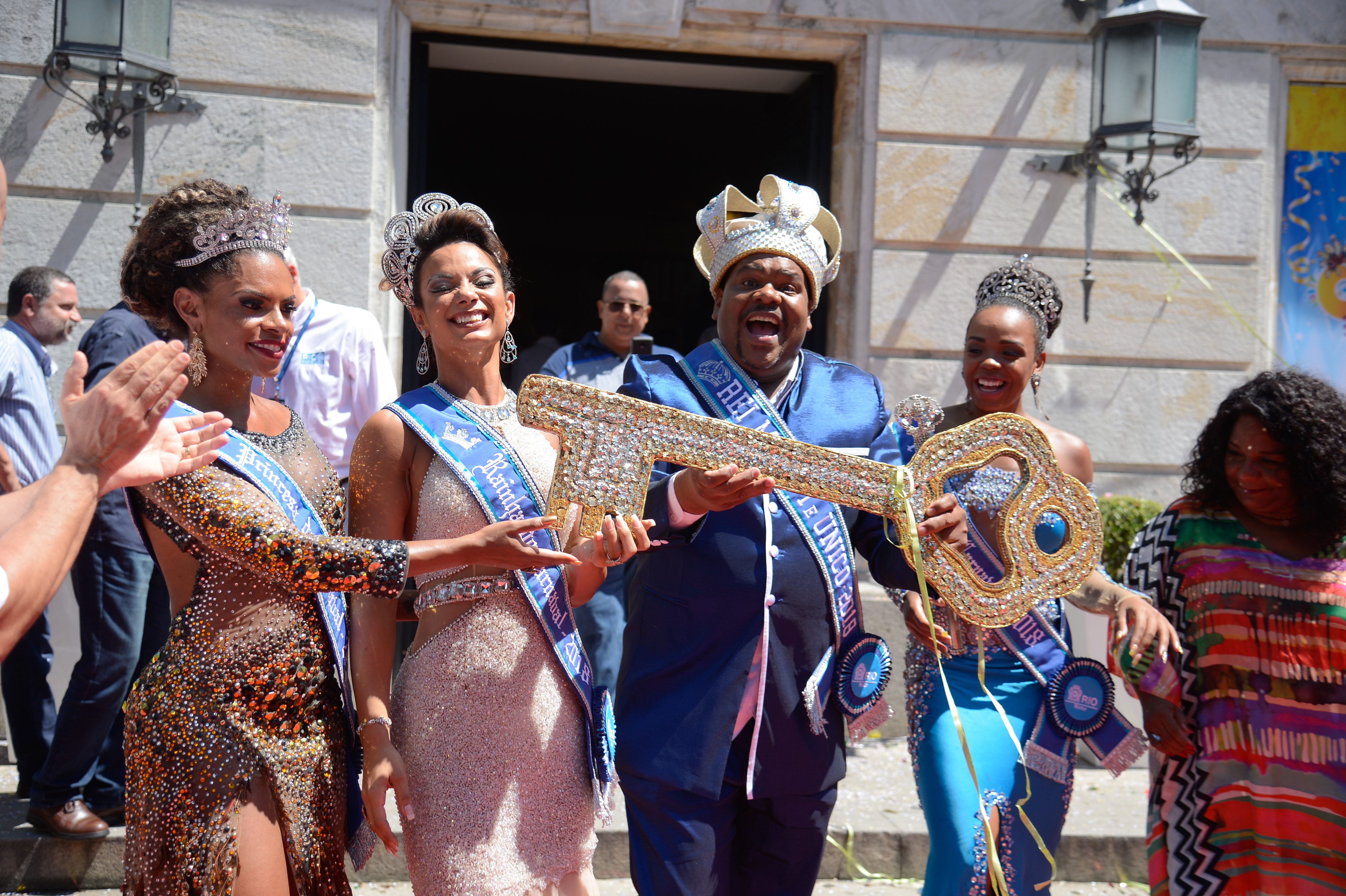
Kung Momo, drottningen och prinsessorna tar emot stadens nyckel 2018

## Karnevalsveckan
Karnevalen flyttar sig i kalendern. Oftast är den i februari men vissa år i mars. Karnevalssöndagen infaller 47 dagar före påskdagen. I Brasilien pågår karnevalsfirandet från fredagen före karnevalsveckan till lunchtid på askonsdagen. Måndag och tisdag i karnevalsveckan är helgdagar i Brasilien och många är lediga.
Paraderna i sambadromen går under sena nätter hela karnevalsveckan: 
- Fredag och lördag kl. 21-03: skolorna från högsta divisionen, grupo especial
- Onsdag och torsdag kl. 22-03: hälften av skolorna från näst högsta divisionen, série ouro
- Nästkommande lördag kl. 21-02: de vinnande skolorna visar upp sig, desfile das campeãs

Karnevalen 2022 är flyttad till 20–30 april på grund av pandemin.

## Paradtåget
Paradtåget är indelat i avdelningar, alas, ′vingar′. I en parad kan finnas 30–40 avdelningar. Sammantaget beskriver de handlingen i paradens tema. De paraderande inom en avdelning bär oftast samma kostym. Några avdelningar är obligatoriska.

### Krav, bedömning och poäng
Det finns strikta regler för hur paraden ska genomföras. Felaktigheter straffas med poängavdrag.
Reglerna för grupo especial (2020) är bland annat: 
- Antalet deltagare ska vara mellan 2500 och 3500.
- Hela paradtåget måste komma igenom sambadromen på mellan 60 och 70 minuter.
- Antalet karnevalsvagnar ska vara mellan 4 och 6.
- Mellan de olika avdelningarna i paraden får det inte bildas luckor. Det är särskilt viktigt då slagverksorkestern går i reträtt.

Nio obligatoriska inslag har särskilda krav, quesitos, med specifika bedömningskriterier:
| - slagverkssektionen - musik och sång - harmoni - marschförlopp - tema och handling | - paradvagnar och rekvisita - kostym - förtruppen - mestre-sala och porta-bandeira |

Varje krav bedöms av fem domare som ger poäng på en skala från 9,0 till 10,0. De högsta och lägsta poängen i varje krav stryks. Poängen summeras och eventuella straff dras av. De sammanlagda poängresultaten är ofta så jämna att endast tiondels poäng skiljer de tävlande.   

### Comissão de frente
Förtruppen, comissão de frente, är en liten avdelning på 10–15 personer. De går allra främst i tåget, hälsar publiken välkommen och ger en introduktion till handlingen. Ofta med professionella dansare i påkostade dräkter, avancerad koreografi och spektakulära tekniska effekter. 
Förtruppen blir särskilt poängbedömd av domarna för bland annat kreativitet, kostym, koordination och presentation. 

### Karnevalsvagnar och rekvisita
Paraden ska ha mellan 4 och 6 karnevalsvagnar (carros alegóricos). Vagnarna har i botten ett stålskelett som är överbyggt med skulpturer av trä, plast, frigolit och andra material. Ljusutsmyckning och pyrotekniska effekter är numera standard och datorstyrda rörliga delar används för spektakulära effekter. 
Vagnarna är stora. I högsta serien (grupo especial) får de vara upp till 8,5 meter breda och kan vara nästan 10 meter höga.
På vissa vagnar finns plats för deltagare att paradera ovanpå vagnen. De översta platserna är reserverade för de mest prominenta medlemmarna i extremt påkostade dräkter. 

#### Carro abre-alas
Strax efter förtruppen kommer den främsta karnevalsvagnen, o carro abre-alas, ′öppningsvagnen′. På den inleds handlingen i paradens tema och en del skolor visar även sitt namn på vagnen. Vissa skolor visar alltid sin symbol på den främsta vagnen, oberoende av temat. Till exempel Portela, vars symbol är en örn. 

### Sångare, orkester och slagverkare
Slagverksorkestern, bateria, är en rytmorkester med bara slagverksintrument som bildar en egen stor sektion i paraden. De måste vara minst 200 personer som ackompanjerar sången och anger takten för hela paraden. De instrument som ingår är surdo, caixa de guerra, repinique, chocalho, tamborim, cuíca, agogô, reco-reco och frigedeira.
Slagverkarsektionen leds av en dirigent, mestre da bateria. Med gester, visselpipa och underdirigenter leder han den stora slagverksorkestern. 
Den övriga orkestern och sångarna står oftast på en av karnevalsvagnarna. Den främste sångaren, interprete eller puxador, är ofta mycket känd och en symbol för sin skola. Några av de mest kända är Cartola och Jamelão, båda med sambaskolan Mangueira.

#### Slagverkarnas drottning
Sedan 1970-talet finns en drottning, rainha da bateria vid dirigentens sida. Drottningen är nästan alltid mycket lättklädd och ibland även känd person som dansar framför slagverkssektionen. Hon hjälper dirigenten att driva på orkestern. 
Karaktären slagverkarnas drottning är förebild för många kvinnliga dansare i sambatåg över världen. På vissa skolor återkommer drottningen år efter år. Andra letar efter nya energiska personer som kan representera skolan i paraden.  
Kända personer som agerat drottning är Preta Gil, sångerska och företagsledare (Mangueira), Luciana Gimenez, modell och programledare (Grande Rio) och Monique Evans, modell och skådespelare (Imperatriz).  

#### Slagverkarna går i reträtt
Slagverkssektionen kan parkera i ett utrymme mellan två läktarsektioner, ′gå i reträtt′, recuo, efter nästan halva sträckan. Sedan går de ut igen mellan två avdelningar i slutet av tåget. Det är en paradmanöver som uppskattas av publiken men inte är obligatorisk. Det finns olika sätt utföra reträtten så att hela sektionen efter att de gått ut igen kommer i samma ordning som i början. Hela manövern granskas noga av domarna så att allt går som planerat och inget tomrum uppstår mellan avdelningarna då slagverkarna lämnar tåget. 

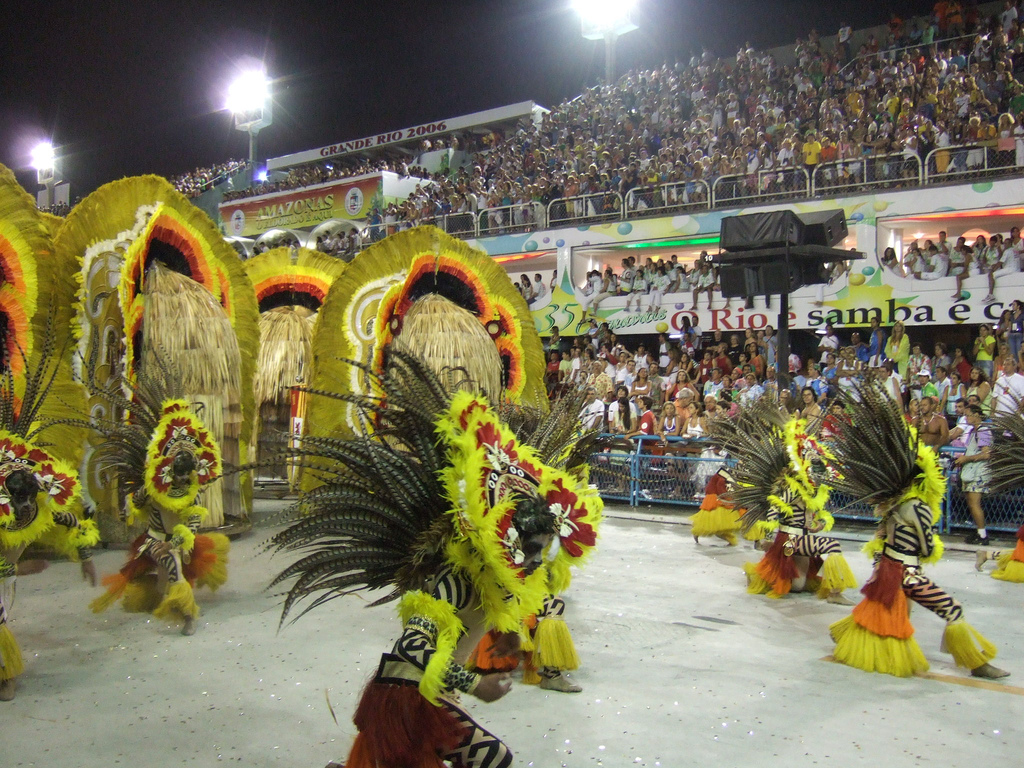
Comissão de frente. Grande Rio 2006.
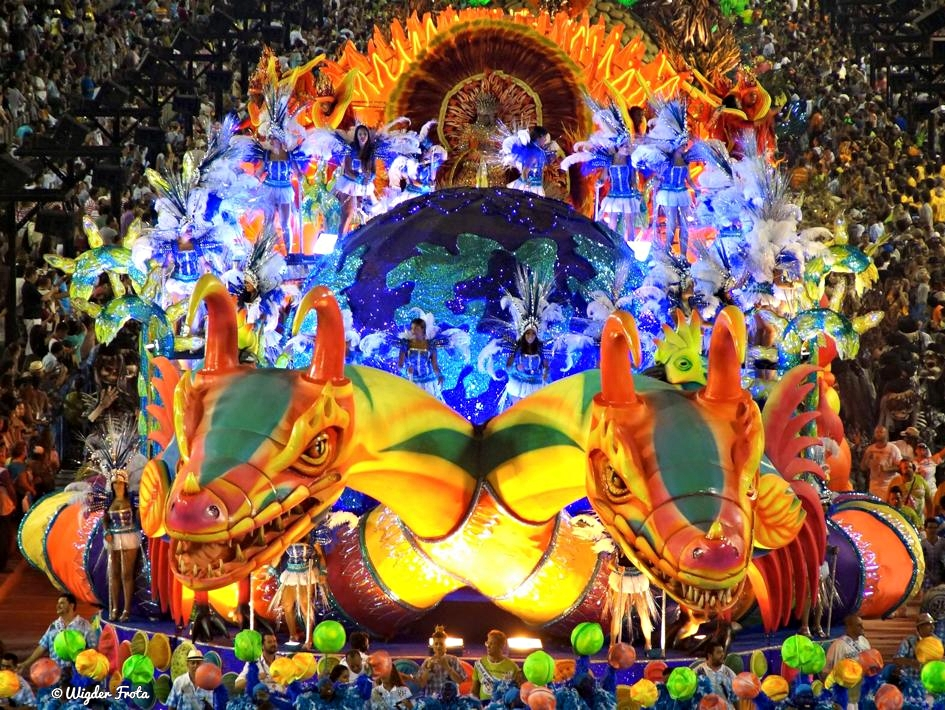
Karnevalsvagn. Vila Isabel 2013.
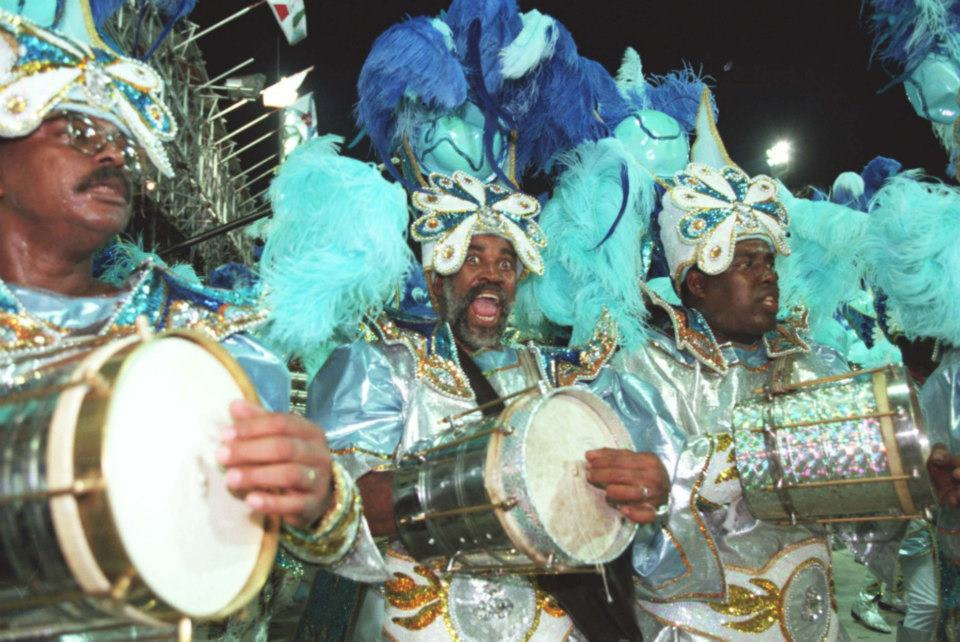
Slagverkare spelar cuíca. Vila Isabel 1998.
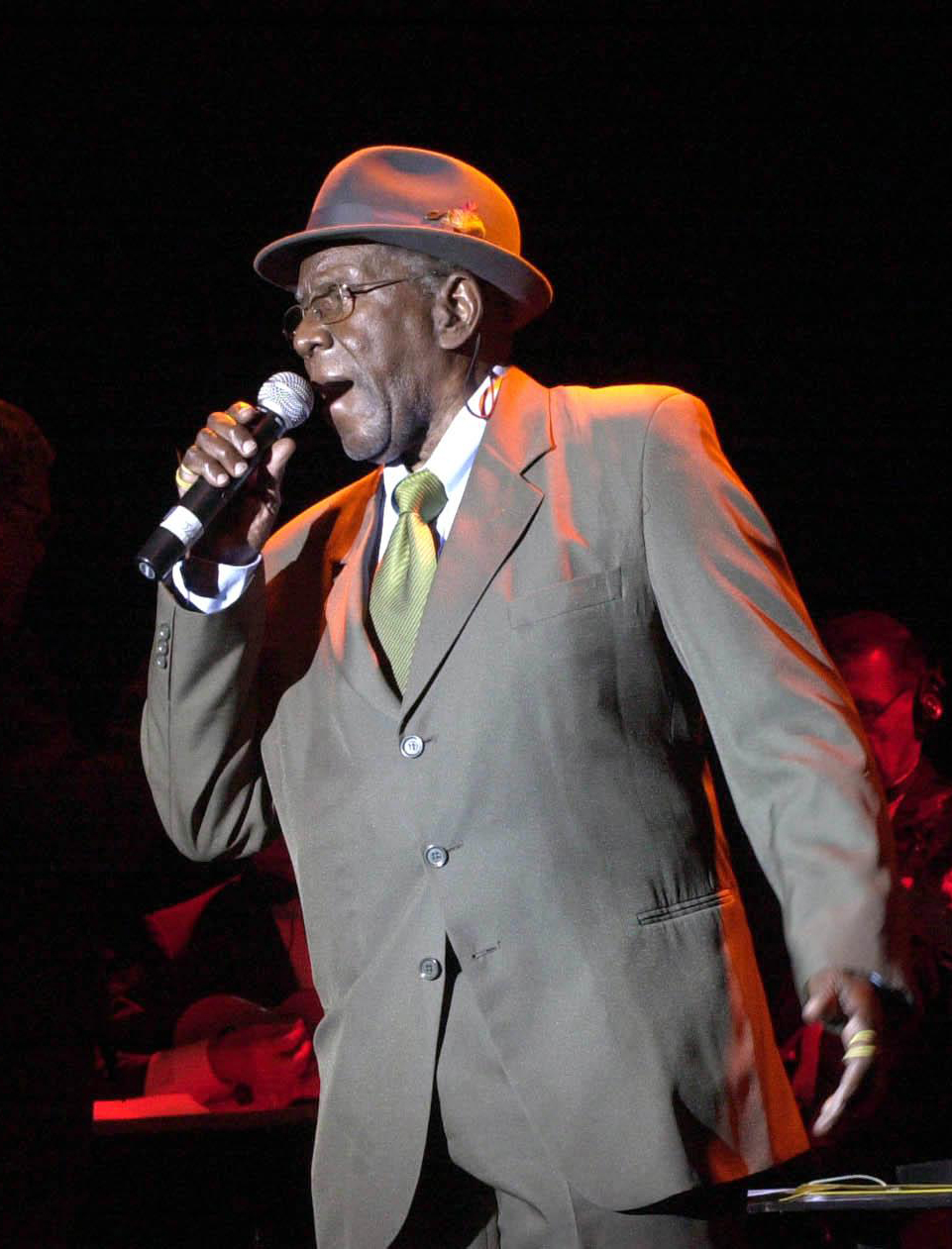
Jamelão
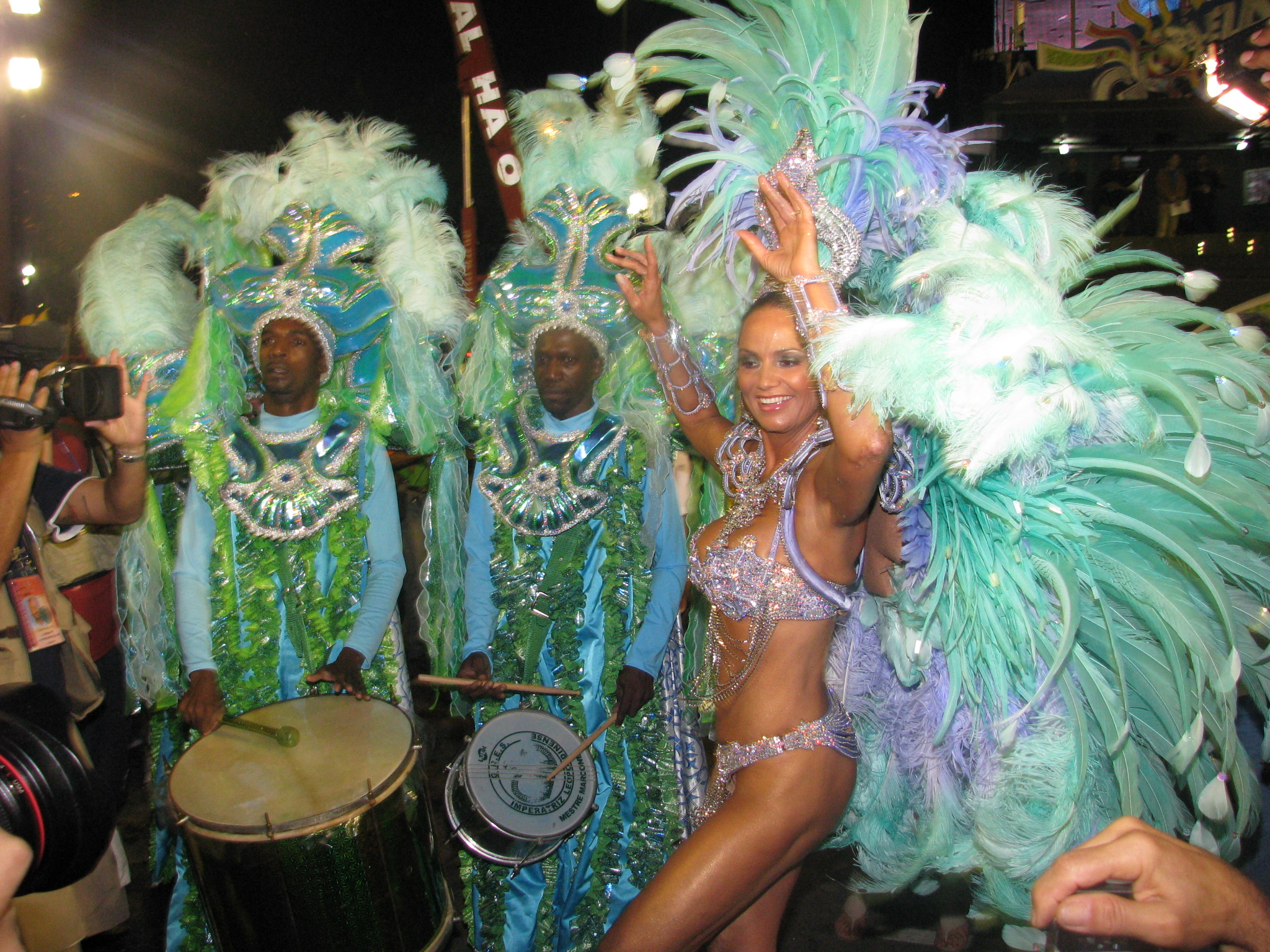
Luíza Brunet, slagverkarnas drottning. Imperatriz 2008.jpg

### Baianas
Baianas, ′kvinnorna från Bahia′, är en obligatorisk avdelning med minst 60 av skolans äldre och mest erfarna medlemmar. Karaktären med sin snurrande dans hyllar de äldre damer som under det tidiga 1900-talets karnevaler hyrde ut rum till de sambamusikanter som ofta annars behandlades fördomsfullt och marginaliserat. Inga män får ingå i avdelningen.
Baianas bär traditionell dräkt från Bahia med vid kjol, ryggduk och huvudbonad. 

### Porta-bandeira och mestre-sala
Paret porta-bandeira och mestre-sala är två obligatoriska karaktärer. De bär sambaskolans fana genom paraden och deras dans blir särskilt bedömd av domarna.
Porta-bandeira, ’fanbäraren’, är en kvinnlig karaktär som bär klänning med mycket vid kjol som ska framhäva svängarna i hennes dans, som inte är samba.
Mestre-sala, den manliga karaktären, ska med sin dans uppvakta porta-bandeira och skydda henne och fanan. Ursprunget till karaktären finns i en föregångare till dagens karnevalståg i Rio där konkurrerande skolor ibland försökte stjäla fanan under paraden. Karaktären bär traditionellt en kostym med ursprung i det portugisiska sjuttonhundratalshovet med smala klackskor och vit peruk eller en huvudbonad som imiterar en peruk.
För höga poäng ska de paradera samspelt, stilfullt, lätt och majestätiskt. Porta-bandeira ska göra ett antal fasta turer som halvvarv, helvarv, svängar, nigningar och vickningar. Hon får inte tappa kontrollen över fanan så att den snor sig runt stången eller vidrör hennes kropp. De två får inte vända ryggen åt varandra samtidigt.

### Velha guarda
I avdelningen velha guarda, ′gamla gardet′, paraderar sambaskolans äldsta medlemmar. Det kan vara personer som varit med om att grunda skolan men som inte längre har officiella uppdrag. Som namnet antyder, är de traditionens väktare vars uppgift är att föra sambaskolans traditioner vidare. Velha guarda bär traditionellt inte fantasikläder i paraden utan galakostym i skolans färger och panamahatt. Stilen är inspirerad av de zoot suits som bars av svarta och latinamerikaner i trettio- och fyrtiotalets USA.
De mest ansedda medlemmarna kan bjudas in att som en hedersbetygelse paradera på upphöjda platser på den sista karnevalsvagnen. 

## Bildgalleri

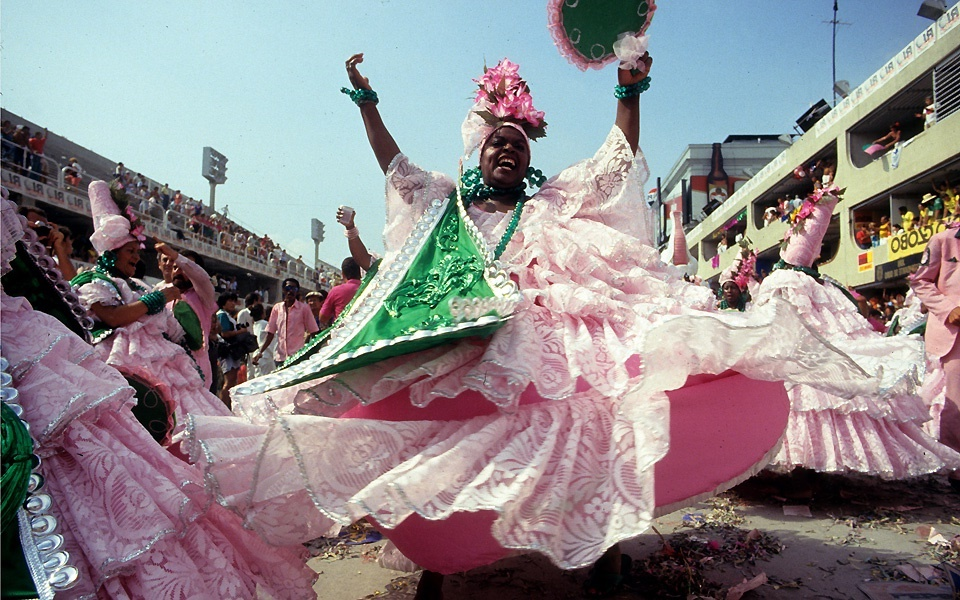
Baianas. Mangueira 1987.
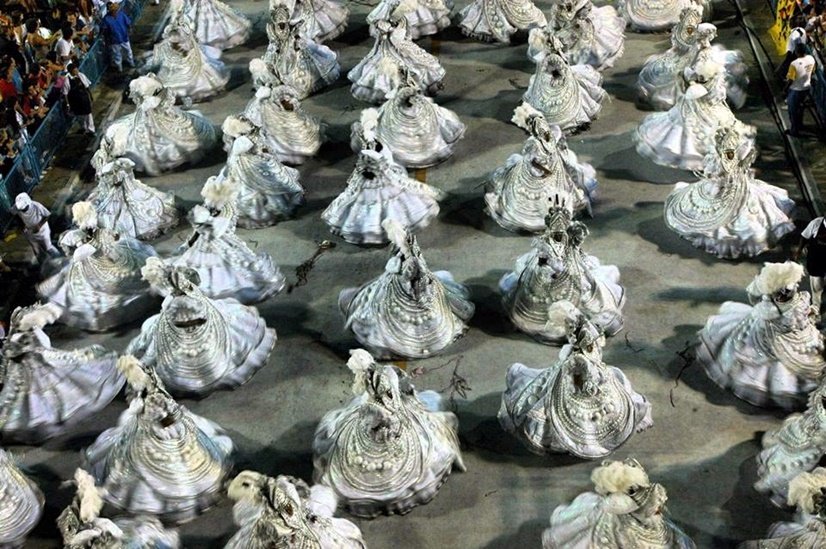
Baianas. Mangueira 1987.
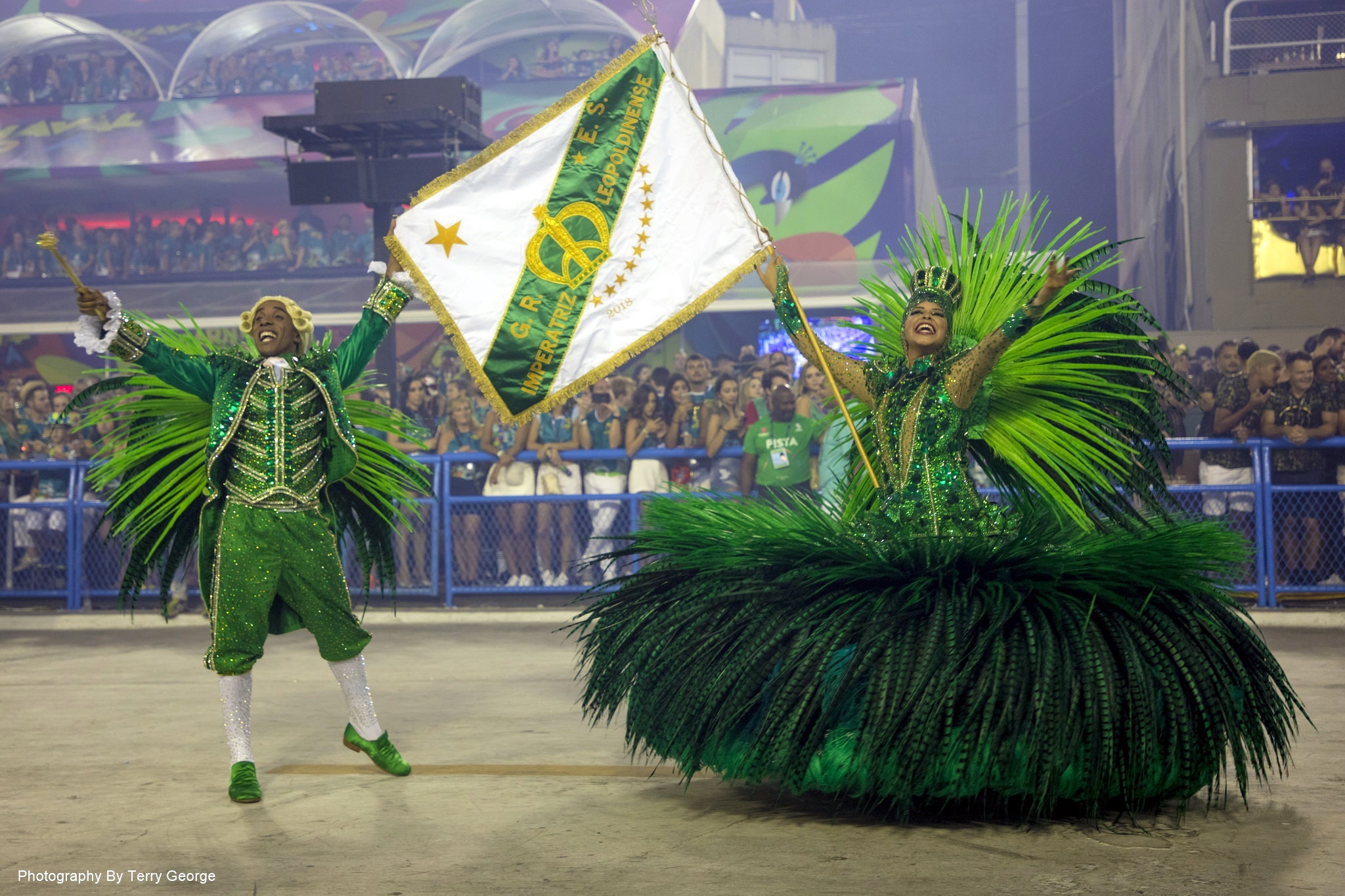
Mestre-sala och porta-bandeira. Imperatriz Leopoldinense 2018.
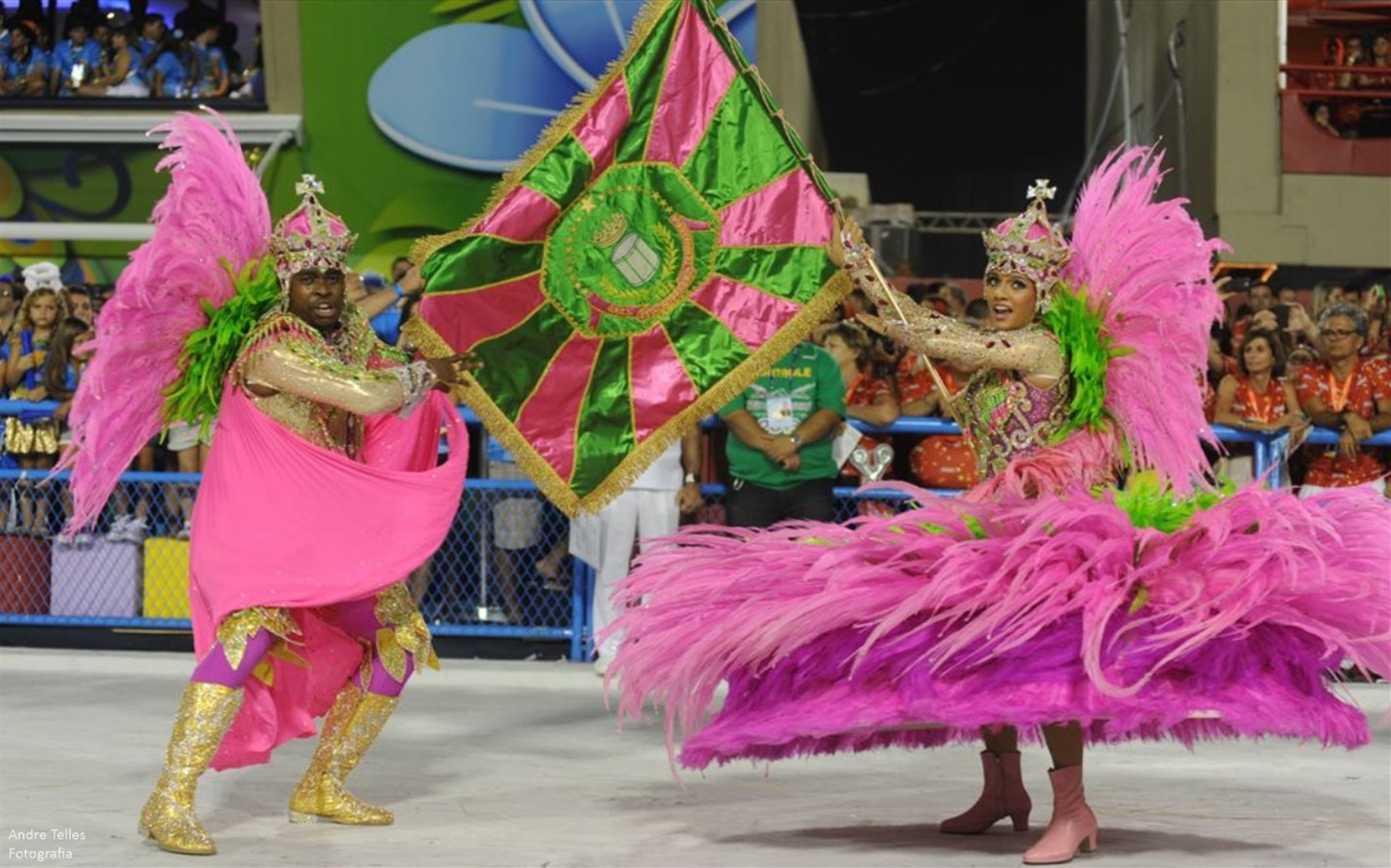
Mestre-sala och porta-bandeira. Mangueira 2013.
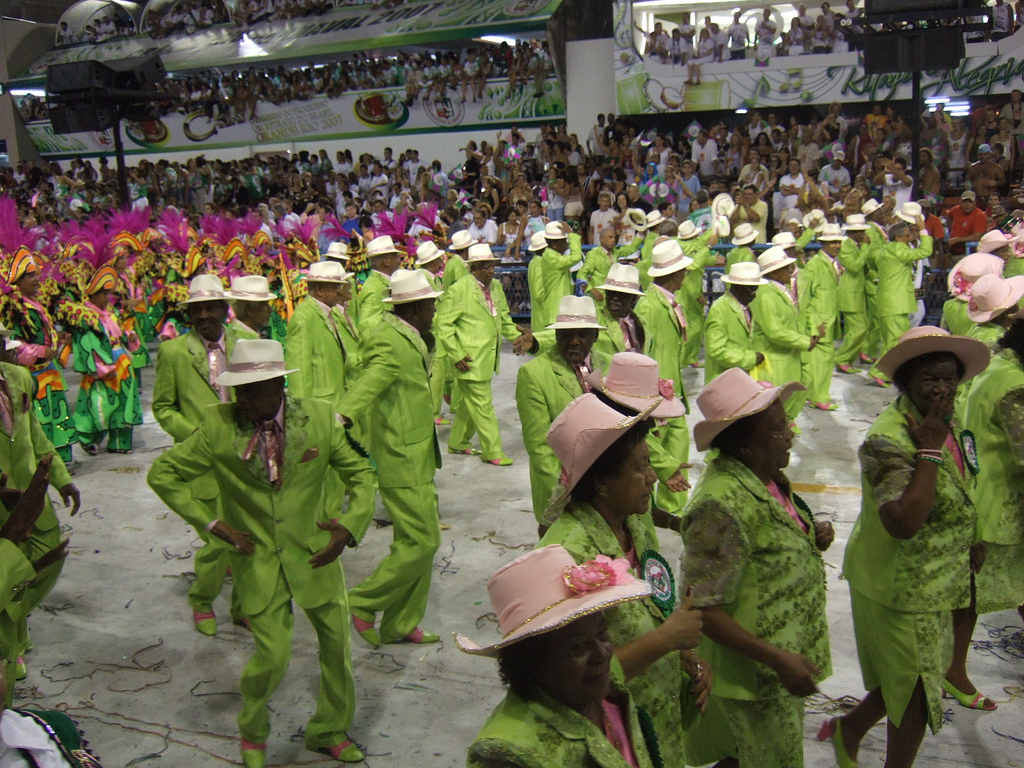
Velha guarda. Mangueira 2007.

## De främsta sambaskolorna
I Rio finns fler än 70 sambaskolor.  Ett antal har varit mycket framgångsrika. 
| Namn                                  | Stadsdel                   | Symbol                              | Grundad | Titlar |        |
| ------------------------------------- | -------------------------- | ----------------------------------- | ------- | ------ | ------ |
| Portela                               | Madureira och Oswaldo Cruz | Örn                                 | 1923    | 22     | [ 33 ] |
| Estação Primeira de Mangueira         | Mangueira                  | Trumma med krona och lagerkvistar   | 1928    | 20     | [ 34 ] |
| Beija-Flor de Nilópolis               | Centro de Nilópolis        | Kolibri                             | 1948    | 14     | [ 35 ] |
| Academicos do Salgueiro               | Andarai                    | Fem olika slaginstrument            | 1953    | 9      | [ 36 ] |
| Império Serrano                       | Madureira                  | Krona                               | 1947    | 9      | [ 37 ] |
| Imperatriz Leopoldinense              | Ramos                      | Krona                               | 1959    | 8      | [ 38 ] |
| Mocidade Independente de Padre Miguel | Padre Miguel               | Femuddig stjärna                    | 1955    | 6      | [ 39 ] |
| Unidos da Tijuca                      | Tijuca                     | Påfågel                             | 1931    | 4      | [ 40 ] |
| Unidos de Vila Isabel                 | Vila Isabel                | Krona, g-klav, pandeiro och fjäder  | 1946    | 3      | [ 41 ] |
| Unidos do Viradouro                   | Barreto                    | Krona och ett multietniskt handslag | 1946    | 2      | [ 42 ] |
| Estácio de Sá                         | Estácio                    | Lejon                               | 1955    | 1      | [ 43 ] |

Lista med karnevalsgrupper och sambaskolor i Rio de Janeiro (portugisiska)

## Divisionssystemet
Paradtävlingarna är arrangerade i fem divisioner organiserade av ligor. Nedanför divisionssystemet finns hundratals karnevalsgrupper som kan ta sig upp i systemet via utvärderingsgruppen, grupo de avaliação.
Den högsta divisionen, grupo especial, organiseras av Oberoende ligan för Rio de Janeiros sambaskolor, LIESA (Liga Independente das Escolas de Samba do Rio de Janeiro). LIESA bildades 1984 efter missnöje med den tidigare organisationens arbete. Dess förste ordförande var Castor de Andrade, en känd bicheiro. LIESA ansvarar för bland annat regler och bedömningskriterier, biljettförsäljning samt infrastruktur vid Sambadromen. 
| Division | Namn               | Tidigare namn | Arena                        | Organisation |
| -------- | ------------------ | ------------- | ---------------------------- | ------------ |
| 1        | Grupo Especial     |               | Sambadromen                  | LIESA        |
| 2        | Série Ouro         | Série A       | Sambadromen                  | LIGA RJ      |
| 3        | Série Prata        | Série B       | Estrada Intendente Magalhães | Superliga    |
| 3        | Grupo de Acesso B  | Série B       | Estrada Intendente Magalhães | LIVRES       |
| 4        | Série Bronze       | Série C       | Estrada Intendente Magalhães | Superliga    |
| 4        | Grupo de Acesso C  | Série C       | Estrada Intendente Magalhães | LIVRES       |
| 5        | Grupo de Avaliação | Série E       | Estrada Intendente Magalhães | Superliga    |

### Sambaskolor
Mangueira
Vila Isabel
Imperatriz Leopoldinense
Unidos da Tijuca

### Karnevalsgrupper
Suvaco do Christo
Que pena, amor